# Psalidister carinulatus
Psalidister carinulatus är en skalbaggsart som beskrevs av August Reichensperger 1924. Psalidister carinulatus ingår i släktet Psalidister och familjen stumpbaggar. Inga underarter finns listade i Catalogue of Life.